# Золинский сельсовет
Золинский сельсовет — сельское поселение в Володарском районе Нижегородской области.
Административный центр — посёлок Новосмолинский.

## История
Статус и границы сельского поселения установлены Законом Нижегородской области от 15 июня 2004 года № 60-З «О наделении муниципальных образований - городов, рабочих посёлков и сельсоветов Нижегородской области статусом городского, сельского поселения».

## Население
| 2002  | 2010  | 2012  | 2013  | 2014  | 2015  | 2016  |
| ----- | ----- | ----- | ----- | ----- | ----- | ----- |
| 5751  | ↗6241 | ↘6140 | ↗6146 | ↘5974 | ↘5792 | ↘5782 |
| 2017  | 2018  | 2019  | 2020  | 2021  |       |       |
| ↘5705 | ↘5669 | ↘5570 | ↗5639 | ↘5559 |       |       |

## Состав сельского поселения
| № | Населённый пункт | Тип населённого пункта          | Население |
| - | ---------------- | ------------------------------- | --------- |
| 1 | Гладково         | деревня                         | ↗91       |
| 2 | Золино           | село                            | ↘450      |
| 3 | Новосмолинский   | посёлок, административный центр | ↘4933     |
| 4 | Талашманово      | деревня                         | ↗113      |